# Xã hội cộng sản
Trong tư tưởng chủ nghĩa Marx, xã hội cộng sản (tiếng Anh: communist society hay communist system, hệ thống cộng sản) là kiểu xã hội và hệ thống kinh tế là được hình thành và phát triển bởi lực lượng sản xuất, đại diện cho mục đích cuối cùng trong lý tưởng chính trị của chủ nghĩa cộng sản.
Tránh nhầm lẫn thuật ngữ "xã hội cộng sản" với "nhà nước cộng sản" (communist state), nhà nước cộng sản là những nhà nước do một đảng điều hành, đi theo chủ nghĩa Mác - Lênin.